# Административное деление Воронежа

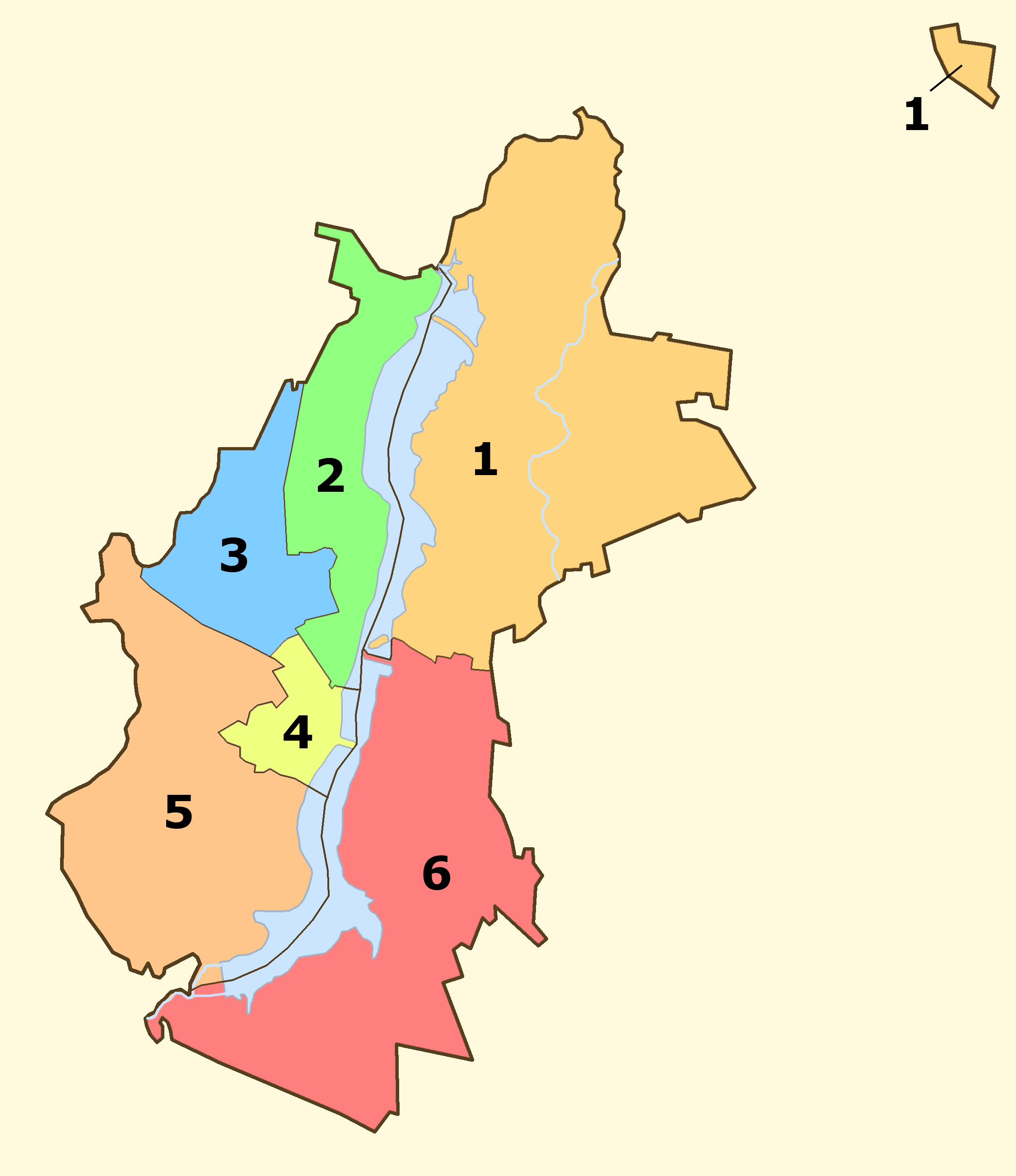
Городские районы Воронежа:
1. Железнодорожный район
2. Центральный район
3. Коминтерновский район
4. Ленинский район
5. Советский район
6. Левобережный район

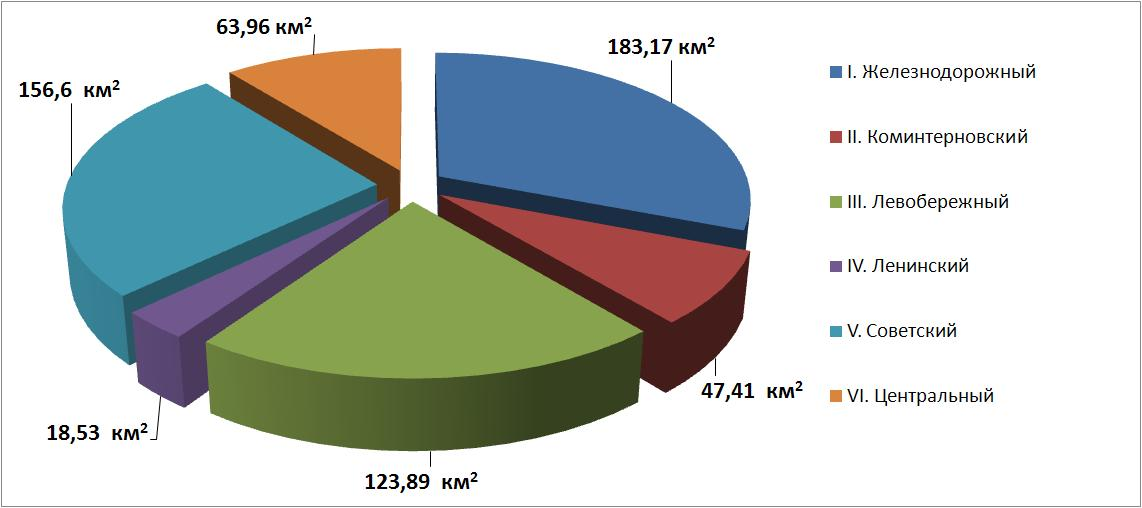
Площадь районов города Воронежа

Город Воронеж, административный центр одноимённой области, разделён на 6 городских районов (внутригородских районов): Железнодорожный, Коминтерновский, Левобережный, Ленинский, Советский и Центральный.
Городские районы и микрорайоны города согласно уставу городского округа не являются муниципальными образованиями и не имеют статуса самостоятельных административно-территориальных единиц.
В рамках административно-территориального и муниципального устройств области город образует муниципальное образование городской округ город Воронеж с единственным населённым пунктом в его составе.

## Районы
Два района — Железнодорожный и Левобережный, находятся на левом берегу воронежского водохранилища, остальные — на правом. Крупнейшим по площади является Железнодорожный район, а самым маленьким — Ленинский.
Функции органов власти в районах выполняют Управы, являющиеся территориальными исполнительно-распорядительными органами администрации города. Во главе Управ стоят руководители, которые назначаются на должность главой городского округа (мэром) по согласованию с городской думой.
С 1 февраля 2021 года районы Воронежа исключены из ОКАТО.
| Название района | Площадь (км²) | Население (чел.) |
| --------------- | ------------- | ---------------- |
| Железнодорожный | 183,17        | ↗106 751         |
| Коминтерновский | 47,41         | ↗273 243         |
| Левобережный    | 123,89        | ↘169 426         |
| Ленинский       | 18,53         | ↗110 172         |
| Советский       | 156,6         | ↗150 716         |
| Центральный     | 63,96         | ↗79 372          |

## Микрорайоны
В 2011 году в состав городского округа города Воронеж были включены посёлки городского типа Краснолесный, Сомово, Придонской, Шилово и сельские населённые пункты, подчинённые администрации города Воронеж. Коминтерновскому, Железнодорожному, Советскому и Левобережному районам города в административном отношении до 2010-х годов подчинялись 28 сёл, посёлков, хуторов (Шилово, Сомово, Масловка, Никольское, Придонской, Первое Мая, Малышево, Таврово и др.). В настоящее время преобразованы в микрорайоны города.

## История

### Деление на слободы
В 1615 году в Воронеже было семь слобод в которых горожане проживали согласно их занятиям:
- Беломестная слобода, в которой проживали привилегированные казаки и их атаманы. Находилась в районе современной Советской площади и прилегающих улиц.
- Казачья слобода — полковые казаки. Находилась в районе между улицами Карла Маркса и Плехановской.
- Стрелецкая слобода, где жили стрельцы. Находилась в районе Большой Стрелецкой улицы.
- Пушкарская слобода, где проживали артиллеристы. На пересечении улиц 25 Октября и Первомайской.
- Затинная слобода — стрелки из пищалей и сторожа ворот крепости. Находилась на улице Таранченко.
- Напрасная слобода — ремесленники. Нижняя часть улицы Таранченко.
- Ямная слобода — также ремесленники. Располагалась на склоне берега реки Воронеж.

В 1624 году в районе нынешней улицы Орджоникидзе возникла также Ямская слобода. В конце XVII века на берегу реки Воронеж возникла также Немецкая слобода, где селились иностранные корабелы и офицеры. Однако уже в 1748 году она была уничтожена пожаром.
К 1795 году город делился на три части: Дворянскую, Московскую и Мещанскую. Дворянская часть находилась между рекой Воронеж и Большой дворянской улицей (ныне проспект Революции) и по улице Богоявленской (ныне улица 25 Октября) граничила с Мещанской частью, Московская часть также ограничивалась Большой Дворянской улицей и её продолжением ведущим к слободе Чижовка на юго-западе.
Также имелись пригородные слободы: Троицкая, Чижовская, Ямская, Придача и Монастырщенка. Троицкая слобода возникла в 1780 году, когда жители Беломестной слободы переселились к Архиерейской даче, центр её располагался на пересечении современных улиц Жилина и Мало-Терновой. В 1773 году после очередного пожара Ямская слобода была перенесена в район нынешней площади Застава (пересечение Донбасской и Плехановской улиц). Слобода Монастырщенка известна с XVII века и располагались на левом берегу реки напротив Успенского Адмиралтейского храма в районе современных улиц МОПРА, Щорса и Нижней. Слобода Придача возникла как казацкое поселение на противоположном от города берегу реки в районе современной улицы Димитрова и соединялась с городом мостом и дамбой. Аналогично слобода Чижовка возникла как поселение служилых людей (в основном казаков) и располагалась на высоких холмах близ улицы Большая Чижовская (ныне улица 20 лет Октября). Как замечает Веселовский со ссылкой на Болховитинова, название произошло от водившихся там в большом количестве чижей

.

### Советский период
После Октябрьской революции 1917 года Воронеж продолжал делиться натрое, однако старые Московская, Дворянская и Мещанская части сменились новыми 1-м, 2-м и 3-м участками милиции (районами) соответственно.
30 июля 1918 года вышло постановление Воронежского горсовета о присоединении к городу правобережных слобод Чижовки, Троицкой и Ямской.
Решениями Воронежского губисполкома 1924—1925 годов три номерных района исторического центра стали Центральным, Чижовка — Красноармейским, Троицкая — Пролетарским, а Ямская — одноимённым районами, однако их фактическое подчинение городу произошло только в 1929 году.
В 1931 году Воронеж административно перешагнул реку — в его состав в качестве Придаченского района вошли слободы Придача и Монастырщенка.
10 июля 1932 года Воронеж получил новое административно-территориальное деление: были образованы 4 района: Ворошиловский (позже Ленинский), Кагановичский (позже Коминтерновский), Сталинский (позже Левобережный), Центральный. 20 апреля 1939 года из части Кагановичского района был выделен пятый Коминтерновский район, из части Сталинского и Центрального районов был выделен Железнодорожный район.
В 1957 году решением Воронежского облисполкома Железнодорожный район был упразднён в пользу Сталинского, переименованного в 1961 году в Левобережный район. В 1962 году Ворошиловский район был переименован в Ленинский.
В 1963 году из части Левобережного района был восстановлен Железнодорожный район. 10 апреля 1973 года указом Президиума Верховного Совета РСФСР был образован шестой по счету, Советский район.